# DHK Baník Most
Dernière mise à jour : 27 mars 2024.
Le DHK Baník Most est un club féminin de handball basé à Most en Tchéquie.

## Palmarès
compétitions internationales
- Vainqueur de la Coupe Challenge (C4) en 2013

compétitions nationales
- Championnat de Tchéquie (10) : 2013, 2014, 2015, 2016, 2017, 2018, 2019, 2021, 2022, 2024
- Coupe de Tchéquie (8) : 2014, 2015, 2016, 2017, 2018, 2020, 2022, 2023
- Interligue tchéco-slovaque (en) (3) : 2013, 2018 et 2021

## Joueuses historiques
- Petra Beňušková, depuis 2011
- Charlotte Cholevová (en), formée au club, au club jusqu'en 2023
- Ivana Gakidova : de 2015 à ?
- Markéta Jeřábková : de 2013 à 2018
- Iveta Korešová : de 2021 à 2022
- Helena Ryšánková : de 2011 à 2015